# Cantó de Saint-Porchaire
El cantó de Saint-Porchaire és un cantó francès del departament del Charente Marítim, al districte de Saintes. Té 15 municipis i el cap és Saint-Porchaire.

## Municipis
- Beurlay
- Crazannes
- Les Essards
- Geay
- Plassay
- Pont-l'Abbé-d'Arnoult
- Port-d'Envaux
- Romegoux
- Sainte-Gemme
- Saint-Porchaire
- Sainte-Radegonde
- Saint-Sulpice-d'Arnoult
- Soulignonne
- Trizay
- La Vallée

| Data d'elecció                           | Identitat         | Partit              | Qualitat |
| ---------------------------------------- | ----------------- | ------------------- | -------- |
| 1945-1970                                | M. Chambenoît     | Radical independent |          |
| 1970-1982                                | Claude Mithonneau | Divers droite       |          |
| 1982-                                    | Michel Doublet    | RPR, després UMP    |          |
| les dades anteriors no són pas conegudes |                   |                     |          |
|                                          |                   |                     |          |

| A partir de 1990: Població sense dobles comptes |